# Ponte della Magliana
Il ponte della Magliana è un ponte di Roma che attraversa il fiume Tevere collegando i quartieri Europa e Ostiense al suburbio Portuense tra riva Pian Due Torri e via del Cappellaccio come parte del più ampio viadotto della Magliana dell'autostrada A91 Roma-Fiumicino.
Un primo ponte provvisorio in zona Magliana fu installato nel 1901 ma fu distrutto nel 1944. Il moderno ponte fu progettato negli anni 1930 e fu ultimato nel 1948, venendo poi incluso nel tracciato della Strada statale 201 dell'Aeroporto di Fiumicino (riclassificata nel 1969 come autostrada A91).

## Storia
Un primo ponte che scavalcasse il Tevere in zona Magliana fu installato dal comune di Roma nel 1901 trasferendo un ponte provvisorio che era stato utilizzato tra Prati e Ripetta prima della costruzione di ponte Cavour. Tale ponte, colloquialmente detto passerella, era stato realizzato tra il 1878 e il 1879 ma con appena 100 metri di lunghezza risultava troppo corto per collegare le due sponde del fiume, ragion per cui si decise di tagliarlo in due e mettere in mezzo ai due tronchi un piccolo ponte levatoio ad azionamento elettrico. Nelle sue fasi iniziali il ponte fu utilizzato prevalentemente dai pastori impegnati nella transumanza, che sulla riva occidentale iniziarono a edificare un procoio, ovvero un piccolo insediamento di capanne per la sosta, da cui poi si sviluppò la borgata Petrelli. Nel 1910, a poca distanza dal ponte, precipitò un aereo militare guidato dal pilota Ugolino Vivaldi Pasqua, rimasto ucciso nello schianto.
Sebbene la passerella resistette a due piene del Tevere, nel 1915 e nel 1937, si pensò di sostituirla con un nuovo ponte. Negli anni '30 l'ingegnere Romolo Raffaelli presentò quindi il progetto di un nuovo ponte ad arco, poi sviluppato dopo la piena del 1937 dagli architetti Carlo Cestelli Guidi, Cesare Valle, Giuseppe Vaccaro e Ignazio Guidi.
La costruzione del nuovo ponte iniziò nel 1938 ma si arrestò poco dopo con lo scoppio della seconda guerra mondiale. Dopo l'armistizio di Cassibile, nell'ambito degli scontri tra italiani e tedeschi, la passerella fu teatro della cosiddetta battaglia del Quinto caposaldo tra il III battaglione dei Granatieri di Sardegna del forte Ostiense e i paracadutisti tedeschi della 2. Fallschirmjäger-Division. La passerella fu poi smantellata dai tedeschi nel corso del 1944 in vista dell'avanzata alleata, anche se secondo alcune fonti potrebbe esser stata irrimediabilmente danneggiata dal bombardamento alleato sullo scalo merci di Magliana-Mercato Nuovo del 12 febbraio 1944.
Il nuovo ponte fu quindi terminato nel 1948, venendo poi ricompreso con apposita legge nel tracciato della costruenda Strada statale 201 dell'Aeroporto di Fiumicino, il cui primo tratto fu inaugurato nel 1959 nell'ambito delle opere accessorie al nuovo aeroporto di Roma-Fiumicino. Nel 1969 la strada statale è stata riclassificata come autostrada A91.
Tra il 1974 e il 1976 l'impresa Bigelli e il comune di Roma commissionarono all'ingegnere Alessandro Ranzo una relazione tecnica quindicennale sullo stato dell'opera. Tale relazione evidenziò alcune criticità tra cui un'eccessiva dilatazione dei giunti, il deterioramento degli apparecchi di appoggio e lesioni nelle spalle. Una successiva commissione d'inchiesta del comune avrebbe inoltre evidenziato il mancato collaudo dell'infrastruttura, dichiarando in ultimo il ponte inagibile, sebbene non ne siano risultate particolari chiusure al traffico. Sempre nel 1976 furono comunque portati avanti dei lavori di manutenzione con la sostituzione di alcuni giunti e degli apparecchi di appoggio mobili oltre che col rifacimento della copertura dell'impalcato centrale. Forse anche in virtù del suo ammaloramento strutturale, nel corso dei primi anni 2000 fu avanzato il progetto per la realizzazione di un nuovo ponte, denominato ponte dei Congressi (o ponte di Traiano), sul quale convogliare il traffico autostradale in direzione Roma; la costruzione di quest'ultimo, rinviata più volte, è prevista entro il 2031.
In un convegno tenutosi all'Università degli Studi di Roma "La Sapienza" nel dicembre 2017 l'ingegnere Remo Calzona evidenziò la "gravità dello stato di conservazione e la decadenza delle caratteristiche meccaniche e fisiche dei materiali" con cui è stato costruito il ponte, sostenendo la necessità di chiudere al traffico l'infrastruttura. Una successiva analisi dell'ingegnere Franco Braga, svolta nel febbraio 2018, ha tuttavia smentito il rischio di crollo imminente. Tra il 2019 e il 2020 sono stati tuttavia portati avanti alcuni interventi di manutenzione straordinaria.

## Descrizione
Si tratta del terzo ponte carrabile dalla foce del Tevere (dopo il ponte della Scafa e il ponte di Mezzocammino).
È costruito come ponte ad arco con sette campate, quasi tutte in calcestruzzo armato rivestito di travertino ad eccezione dell'impalcato centrale in acciaio, che appoggiano su sei piloni in calcestruzzo, di cui due impiantati nell'alveo del fiume. L'impalcato centrale era apribile fino al 1976 mediante un sistema meccanico di sollevamento e scorrimento lungo dei binari d'acciaio. Le due spalle del ponte sono in muratura con blocchi di tufo. Lo schema statico dell'infrastruttura è di tipo Gerber, suddiviso in quattro sottostrutture isostatiche, per potersi adattare meglio a variazioni altimetriche e planimetriche delle quote di imposta delle pile e delle spalle.
È lungo circa 235 metri con una larghezza massima di 20 metri. È attraversato dall'autostrada A91 a doppia carreggiata con quattro corsie di marcia (da circa 4 metri ciascuna, senza corsie di emergenza) delimitate da jersey con guard rail. La carreggiata in direzione Portuense/Fiumicino è affiancata da una pista ciclopedonale raccordata alla ciclovia di Pian Due Torri mentre la carreggiata direzione Europa/Ostiense è provvista di una passerella pedonale.